# Géopolis (émission de télévision)
Pour les articles homonymes, voir Géopolis.
Géopolis est un magazine télévisé de géopolitique diffusé entre 1992 et 2001 sur France 2. Il était présenté par Claude Sérillon et a connu plusieurs programmations au cours de son existence.

## Programmation
| Début             | Fin              | Périodicité  | Jour     | Heure               | Durée      |
| ----------------- | ---------------- | ------------ | -------- | ------------------- | ---------- |
| 12 septembre 1992 | 3 juillet 1993   | hebdomadaire | samedi   | 13 h 30             | 45 min     |
| 4 septembre 1993  | 25 juin 1994     | hebdomadaire | samedi   | 13 h 30             | 45 min     |
| 2 octobre 1994    | 25 juin 1995     | mensuel      | dimanche | 2e partie de soirée | 1 h 30 min |
| 15 septembre 1995 | 7 juin 1996      | hebdomadaire | vendredi | 2e partie de soirée | 45 min     |
| 27 juin 1999      | 15 août 1999     | hebdomadaire | dimanche | 12 h                | 50 min     |
| 2 juillet 2000    | 3 septembre 2000 | hebdomadaire | dimanche | 12 h                | 50 min     |
| 15 juillet 2001   | 2 septembre 2001 | hebdomadaire | dimanche | 12 h                | 50 min     |

## Principe
L'émission se proposait de faire découvrir la vie d'un pays ou d'un peuple et les enjeux politiques et économiques auxquels il était confronté.

## Liste des émissions
| Date              | Titre                                                                      | Sujet                                                             |
| ----------------- | -------------------------------------------------------------------------- | ----------------------------------------------------------------- |
| 12 septembre 1992 | Europe, carte d'identité                                                   |                                                                   |
| 19 septembre 1992 | Yougoslavie, une si longue histoire                                        |                                                                   |
| 26 septembre 1992 | Roumanie : des siècles de désunion                                         |                                                                   |
| 3 octobre 1992    | L'immigration noire                                                        |                                                                   |
| 10 octobre 1992   | Qu'est ce que la Palestine                                                 |                                                                   |
| 17 octobre 1992   | Québec, oui ou non                                                         |                                                                   |
| 24 octobre 1992   | Un empereur en Chine                                                       |                                                                   |
| 31 octobre 1992   | USA, profils de présidents                                                 |                                                                   |
| 7 novembre 1992   | La démocratie au Congo                                                     |                                                                   |
| 14 novembre 1992  | La bonne santé du tabac                                                    |                                                                   |
| 21 novembre 1992  | Irlande, la liberté d'avortement                                           |                                                                   |
| 28 novembre 1992  | Belgique, le risque séparatiste                                            |                                                                   |
| 12 décembre 1992  | Madagascar, enjeux présidentiels et pauvreté                               |                                                                   |
| 19 décembre 1992  | Tchécoslovaquie, la séparation                                             |                                                                   |
| 9 janvier 1993    | Cuba, comme Robinson                                                       |                                                                   |
| 16 janvier 1993   | France-Allemagne, histoires de couples                                     |                                                                   |
| 23 janvier 1993   | France, le vide et le trop plein                                           | L'urbanisme en France, l'occasion du 30e anniversaire de la DATAR |
| 30 janvier 1993   | La Lombardie, l'Italie perd le Nord                                        |                                                                   |
| 6 février 1993    | Haïti, en attendant Aristide                                               |                                                                   |
| 13 février 1993   | La Macédoine, une République de trop                                       |                                                                   |
| 20 février 1993   | Sénégal, dossiers présidentiels                                            |                                                                   |
| 27 février 1993   | Bosnie, un an de guerre                                                    |                                                                   |
| 6 mars 1993       | Namibie, après l'apartheid                                                 |                                                                   |
| 13 mars 1993      | France, sorties des urnes                                                  |                                                                   |
| 20 mars 1993      | Les Inuits, un si beau passé                                               |                                                                   |
| 3 avril 1993      | L'Indonésie, l'ordre Suharto                                               |                                                                   |
| 10 avril 1993     | Russie, la comédie du pouvoir                                              |                                                                   |
| 17 avril 1993     | Brésil, à qui le tour                                                      |                                                                   |
| 24 avril 1993     | Afghanistan, le territoire partagé                                         |                                                                   |
| 1er mai 1993      | Chômage, Faites du travail                                                 |                                                                   |
| 8 mai 1993        | Sahraoui, le conflit ensablé                                               |                                                                   |
| 22 mai 1993       | ONU, pour qui pour quoi                                                    |                                                                   |
| 5 juin 1993       | Espagne, le miroir Andalou                                                 |                                                                   |
| 12 juin 1993      | Nigeria, l'avenir civil                                                    |                                                                   |
| 19 juin 1993      | Inde, la marée nationaliste                                                |                                                                   |
| 26 juin 1993      | Algérie, au jour le jour                                                   |                                                                   |
| 3 juillet 1993    | Drogue, marché ouvert                                                      |                                                                   |
| 4 septembre 1993  | Corée du Sud, la métamorphose du dragon                                    |                                                                   |
| 11 septembre 1993 | Chili, vingt ans après                                                     |                                                                   |
| 18 septembre 1993 | Pologne, le ciel pour soi                                                  |                                                                   |
| 25 septembre 1993 | Rhin Danube, la voie royale                                                |                                                                   |
| 2 octobre 1993    | Angola, la solution du plus fort                                           |                                                                   |
| 9 octobre 1993    | La monnaie, la saga des sous                                               |                                                                   |
| 16 octobre 1993   | Mali, la part des femmes                                                   |                                                                   |
| 23 octobre 1993   | Irlande du Nord, une sale petite guerre                                    |                                                                   |
| 30 octobre 1993   | Pétrole, au pays de l'or noir                                              |                                                                   |
| 6 novembre 1993   | Jordanie, les peuples d'Hussein                                            |                                                                   |
| 13 novembre 1993  | Kurdes, vers la reconnaissance                                             |                                                                   |
| 20 novembre 1993  | Immigration, Paris international                                           |                                                                   |
| 27 novembre 1993  | OTAN, la parole à la défense                                               |                                                                   |
| 11 décembre 1993  | Gabon, fin du mirage                                                       |                                                                   |
| 18 décembre 1993  | Shangaï, demain je serai riche                                             |                                                                   |
| 25 décembre 1993  | Jérusalem, le parfait ensemble                                             |                                                                   |
| 8 janvier 1994    | Grèce, les enfants d'Europa                                                |                                                                   |
| 15 janvier 1994   | Bulgarie, une transition douce amère                                       |                                                                   |
| 22 janvier 1994   | Retraites, un coup de vieux                                                |                                                                   |
| 29 janvier 1994   | ALENA, la frontière du libre-échange                                       |                                                                   |
| 5 février 1994    | Guatemala, la revendication indienne                                       |                                                                   |
| 12 février 1994   | Iran, quinze ans de voile                                                  | Le 15e anniversaire de la révolution islamique                    |
| 19 février 1994   | La planète humanitaire                                                     |                                                                   |
| 26 février 1994   | Cambodge, l'ombre rouge                                                    |                                                                   |
| 5 mars 1994       | Vietnam, la paix des rizières                                              |                                                                   |
| 12 mars 1994      | Pays basque, l'arbre de Guernica                                           |                                                                   |
| 19 mars 1994      | Tunisie, on ne copie pas sur le voisin                                     |                                                                   |
| 2 avril 1994      | Vatican, combien de diplomates                                             |                                                                   |
| 9 avril 1994      | Côte d'Ivoire, les enfants du Félix                                        |                                                                   |
| 16 avril 1994     | Syrie, les risques de la paix                                              |                                                                   |
| 23 avril 1994     | Afrique du Sud, Alexandra mon amour ma colère                              |                                                                   |
| 30 avril 1994     | Rwanda Burundi, massacres sans fin                                         |                                                                   |
| 7 mai 1994        | Hongrie, si c'est ça la démocratie                                         |                                                                   |
| 14 mai 1994       | Amnesty International, ne pas se taire                                     |                                                                   |
| 21 mai 1994       | Cinéma, l'exception indienne                                               | Le cinéma indien                                                  |
| 4 juin 1994       | Liban, la colombe et la truelle                                            |                                                                   |
| 11 juin 1994      | Europe, les p'tits nouveaux                                                | Le 4e élargissement de l'Union européenne                         |
| 18 juin 1994      | Ukraine, la croix et la bannière                                           |                                                                   |
| 25 juin 1994      | Franc CFA, à moitié franc                                                  |                                                                   |
| 2 octobre 1994    | Allemagne, le modèle voisin                                                |                                                                   |
| 30 octobre 1994   | France Afrique, une histoire de famille                                    |                                                                   |
| 27 novembre 1994  | Justices                                                                   |                                                                   |
| 18 décembre 1994  | Les années Delors                                                          |                                                                   |
| 29 janvier 1995   | L'argent des Français                                                      |                                                                   |
| 26 février 1995   | Algérie, la guerre intérieure                                              |                                                                   |
| 26 mars 1995      | La malédiction du pétrole                                                  |                                                                   |
| 30 avril 1995     | Santé publique, les remèdes Européens                                      |                                                                   |
| 28 mai 1995       | FMI, la loi unique                                                         |                                                                   |
| 25 juin 1995      | France, une politique étrangère en continu                                 |                                                                   |
| 15 septembre 1995 | Ex Yougoslavie, les trois armées                                           |                                                                   |
| 22 septembre 1995 | Ex Yougoslavie, les réfugiés                                               |                                                                   |
| 29 septembre 1995 | Cent ans de lutte finale                                                   | Le syndicalisme, à l'occasion du centenaire de la CGT             |
| 6 octobre 1995    | Portugal, les œillets ont vieilli                                          | La révolution des Œillets                                         |
| 13 octobre 1995   | FAO, nourrir le monde                                                      |                                                                   |
| 20 octobre 1995   | Suisse, l'inconnue de l'Europe                                             |                                                                   |
| 27 octobre 1995   | Polynésie, derrière la plage                                               |                                                                   |
| 10 novembre 1995  | Gaza, bande à part                                                         |                                                                   |
| 17 novembre 1995  | France Maghreb, la famille d'en face                                       |                                                                   |
| 24 novembre 1995  | Méditerranée, la mère des peuples                                          |                                                                   |
| 1er décembre 1995 | Géorgie, les lendemains de guerre                                          |                                                                   |
| 15 décembre 1995  | Haïti, Titid s'en va                                                       |                                                                   |
| 22 décembre 1995  | Turquie, la double tentation                                               |                                                                   |
| 19 janvier 1996   | La France dans la monde                                                    |                                                                   |
| 26 janvier 1996   | Italie, ça marche                                                          |                                                                   |
| 2 février 1996    | Services publics, fin de règne                                             |                                                                   |
| 9 février 1996    | Rwanda, après le génocide                                                  |                                                                   |
| 16 février 1996   | Impôts, à géométrie variable                                               |                                                                   |
| 23 février 1996   | Koweït, un petit État de droit                                             |                                                                   |
| 1er mars 1996     | L'Espagne, la sanction électorale                                          |                                                                   |
| 8 mars 1996       | Libye, livre vert et embargo                                               |                                                                   |
| 15 mars 1996      | Pêche, la lutte navale                                                     |                                                                   |
| 22 mars 1996      | Taïwan, des œufs contre une pierre                                         |                                                                   |
| 29 mars 1996      | Lille, une ville d'Europe                                                  |                                                                   |
| 5 avril 1996      | Colombie, c'était l'Eldorado                                               |                                                                   |
| 12 avril 1996     | France-Chine, le prix du marché                                            |                                                                   |
| 19 avril 1996     | Europe, sociale disent ils                                                 |                                                                   |
| 26 avril 1996     | Niger, un bon coup d'état                                                  |                                                                   |
| 3 mai 1996        | Inde, les nouvelles donnes                                                 |                                                                   |
| 10 mai 1996       | Grande-Bretagne, exception européenne                                      |                                                                   |
| 17 mai 1996       | Médias, de l'influence en géopolitique                                     |                                                                   |
| 24 mai 1996       | Albanie, les raisons d'espérer                                             |                                                                   |
| 31 mai 1996       | Mégapoles, le monde des villes                                             |                                                                   |
| 7 juin 1996       | Irlande, de l'imaginaire à la réalité                                      |                                                                   |
| 27 juin 1999      | Le partage de l'eau, bataille pour l'or bleu en Mésopotamie                |                                                                   |
| 4 juillet 1999    | Le travail mondialisé                                                      |                                                                   |
| 11 juillet 1999   | Les pieds rouges, voyage à la rencontre des oubliés de l'empire soviétique |                                                                   |
| 18 juillet 1999   | Les cyber conflits                                                         |                                                                   |
| 25 juillet 1999   | Cameroun, le signe du Crabe                                                |                                                                   |
| 1er août 1999     | Rêves de cités                                                             |                                                                   |
| 8 août 1999       | La Chine, les Han et les autres                                            |                                                                   |
| 15 août 1999      | La planète des vins                                                        |                                                                   |
| 2 juillet 2000    | New York, toutes les couleurs du monde                                     |                                                                   |
| 9 juillet 2000    | Afrique du Sud, les peurs blanches                                         |                                                                   |
| 23 juillet 2000   | Le Japon, la planète vieillissante                                         |                                                                   |
| 30 juillet 2000   | Chypre, la partition figée                                                 |                                                                   |
| 6 août 2000       | Tziganes, Européens sans frontières                                        |                                                                   |
| 13 août 2000      | Hong Kong et Macao sont ils devenus chinois                                |                                                                   |
| 20 août 2000      | Caucase, la guerre du pétrole                                              |                                                                   |
| 27 août 2000      | Amazonie, l'eldorado indompté                                              |                                                                   |
| 3 septembre 2000  | Laos, année 2000 ou le temps retrouvé                                      |                                                                   |
| 15 juillet 2001   | L'Irlande du Nord, une paix si fragile                                     |                                                                   |
| 22 juillet 2001   | Pays baltes, retour en Europe                                              |                                                                   |
| 29 juillet 2001   | Algérie, sur les traces du FLN                                             |                                                                   |
| 5 août 2001       | Canada, bienvenue chez nous                                                |                                                                   |
| 19 août 2001      | Cachemire, l'envers du paradis                                             |                                                                   |
| 26 août 2001      | Éthiopie, une guerre pour rien                                             |                                                                   |
| 2 septembre 2001  | Rio Grande, la frontière                                                   |                                                                   |